# مانديلا كييتا
مانديلا كييتا هو لاعب كرة قدم بلجيكي، ولد في 10 مايو 2002 في بلجيكا.

## وصلات خارجية
- مانديلا كييتا على موقع الاتحاد البلجيكي (الإنجليزية)
- مانديلا كييتا على موقع قاعدة بيانات كرة القدم.إي يو (الإنجليزية)
- مانديلا كييتا على موقع ليكيب (الفرنسية)
- مانديلا كييتا على موقع ناشيونال فوتبول تيمز (الإنجليزية)
- مانديلا كييتا على موقع Soccerway.com (الإنجليزية)